# Aeschremon
Aeschremon is een geslacht van vlinders uit de familie van de grasmotten (Crambidae), uit de onderfamilie van de Odontiinae. De wetenschappelijke naam van dit geslacht is voor het eerst voorgesteld door Julius Lederer in een publicatie uit 1863.

## Soorten
- Aeschremon bahrlutalis Amsel, 1955
- Aeschremon belutschistanalis Amsel, 1959
- Aeschremon conchylialis (Christoph, 1872)
- Aeschremon desertalis Asselbergs, 2008
- Aeschremon disparalis (Herrich-Schäffer, 1851)
- Aeschremon kabylalis (Rebel, 1902)
- Aeschremon ochrealis Asselbergs, 2008
- Aeschremon similis Asselbergs, 2008
- Aeschremon tenalis Amsel, 1961